# Gorky 17
Gorky 17 (lansat sub numele de Odium în America de Nord) este un joc video de rol tactic pe ture, dezvoltat de studioul polonez Metropolis Software și publicat de Monolith Productions pentru Microsoft Windows în 1999. Jocul a fost ulterior portat pe Linux de Hyperion Entertainment⁠(d) și publicat de Linux Game Publishing⁠(d) în 2006. Versiunea pentru AmigaOS 4⁠(d) a fost lansată în 2015.

## Gameplay
Jocul are două moduri: în modul „explorare” în timp real, jucătorul controlează personajele jocului folosind un mouse într-o manieră point-and-click pentru a naviga personajele jucătorului prin oraș, precum și pentru a interacționa cu diverse obiecte din lumea jocului. Lupta are loc în întâlniri prestabilite situate în zone specifice ale fiecărui nivel de hartă. În modul de luptă, ecranul este împărțit în pătrate cu personaje controlate de jucător și de computer care încearcă, pe rând, să elimine partea adversă. Într-o singură tură, fiecare personaj din joc se poate mișca cu un anumit număr de pătrate și poate folosi o armă o dată sau poate decide să se adăpostească. Armele au efecte tactice diferite, de exemplu cu pistolul se poate trage doar ortogonal, în timp ce cu pușca se poate trage și ortogonal și pe diagonală. Jocul se termină dacă moare vreun personaj controlat de jucător.

## Intrigă
Jucătorul comandă un grup mic de agenți NATO care trebuie să dezvăluie misterul din spatele apariției bruște a creaturilor hibride într-o fostă bază militară sovietică dintr-un mic oraș polonez de lângă Lubin. Zona este înconjurată de trupe NATO și de reprezentanți ai mass-mediei din întreaga lume, iar primul grup trimis în oraș dispare fără nicio urmă. Eroul principal al poveștii este soldatul canadian în vârstă de 40 de ani Cole Sullivan, un membru al echipei de comando cu cunoștințe științifice avansate. Sarcina echipei sale este de a explica prezența hibrizilor și de a găsi membrii dispăruți din Grupa Unu.

## Dezvoltare și lansare
Lucrul la joc a  început cel puțin din 1997, moment în care era cunoscut doar sub titlul de lucru „Orașul bântuit” ("Haunted City", despre care Adrian Chmielarz⁠(d) de la Metropolis Software a clarificat că nu are aproape nimic de-a face cu jocul și că „a rămas cumva blocat”). Jocul a fost redat în întregime folosind software Real3D⁠(d).
Dezvoltatorii au dezbătut dacă lupta din joc ar trebui să fie în timp real, pe ture sau o combinație a ambelor.
Hyperion Entertainment⁠(d) a anunțat și o versiune pentru AmigaOS 4 a jocului, dar de atunci nu s-a mai auzit nimic despre această portare. La cina organizată cu aniversarea a 30-a ani Amiga (din 2015), versiunea AmigaOS a fost în sfârșit prezentată ca demo într-o stare aproape finalizată, cu o lansare estimată pentru Crăciunul aceluiași an.

## Recepție
Versiunea pentru PC a avut recenzii peste medie conform site-ului web de agregare a recenziilor GameRankings. 
IGN a evaluat jocul drept „decent”, evidențiind combinația de genuri de strategie pe ture, de aventură și RPG. Grafic, „mediul înconjurător în sine este frumos desenat, animațiile personajelor sunt foarte fluide, iar atmosfera prezentată este în cele din urmă destul de captivantă”. Criticile au inclus lipsa unei mecanici ai liniei de vedere și unele defecte ale interfeței. Eric Bratcher de la revista NextGen l-a numit „Un titlu revoluționar care are statutul de patru stele doar din cauza mecanicii uneori greoaie și de unele probleme minime de echilibru”. 

## Continuări
Gorky Zero: Beyond Honor este un joc de acțiune stealth izometric la persoana a treia. Povestea acestuia este un prequel al Gorki 17. Jocul a fost publicat în America de Nord și Regatul Unit de JoWooD Entertainment⁠(d).
Gorky Zero 2: Aurora Watching este un joc de acțiune stealth la persoana a treia și o continuare a lui Gorky Zero: Beyond Honor. Jocul a fost publicat în America de Nord de Dreamcatcher Interactive ca Soldier Elite și în Europa de Enlight Software⁠(d) ca Aurora Watching. Traducerea în limba engleză ignoră toate legăturile cu titlurile anterioare ale lui Gorky, de exemplu schimbă numele protagonistului din Cole Sullivan în White Fox. Povestea în limba engleză îl privește pe protagonist care se infiltrează într-o bază secretă rusă, unde oamenii de știință dezvoltă soldați umani îmbunătățiți numiți „Crazy Ivans” (Ivani Nebuni).